# Икос

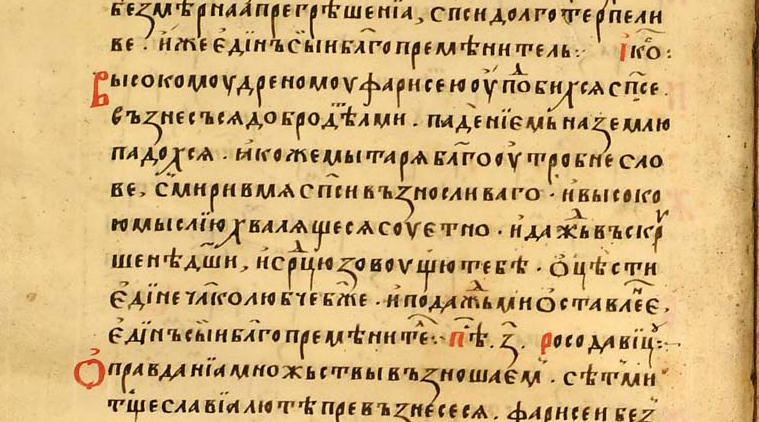
Икос в Неделю мытаря и фарисея. Триодь постная, рукопись начала XVI века

И́кос (др.-греч. οἶκος — дом) — церковное песнопение, восхваляющее и прославляющее чествуемого святого и церковное событие. Икос образует составную часть утреннего канона, в котором помещается после 6-й песни (непосредственно вслед за кондаком). Автором первых икосов был, согласно церковному преданию, св. Роман Сладкопевец (V—VI века).
Икосом называется также один из типов строф в акафисте. Икос, в отличие от кондака (другой вид строф в акафисте), содержит блок хайретизмов (от «хайре» — радуйся!) и особый рефрен. Икосы и кондаки в пределах акафиста чередуются. Первоначально икосами назывались все 24 песни акафиста. В греческих подлинниках икосы и кондаки написаны одним и тем же стихотворным размером.

## Хайретизмы
Среди хайретизмов повторяются следующие темы:
- свет («солнечнаго света светлейший», «златозарный мира светильниче», «лучу Божественного света», «Света Невечерняго причастниче», «многосветлый Церкве светильниче»)
- бисер («предрагий Христа Бога бисере», «в глубине сердца бисер драгий — Господа Иисуса Христа — обретый»)
- зерцало («человеколюбия зерцало», «смирения Христова зерцало»)
- адамант («предрагий адаманте», «твердее адаманта в терпении явивыйся», «адаманте диадимы Христовой»)
- победы над демонами («бесов странное и грозное устрашение», «бесов страшный прогонителю»)
- молитва («яко вперил еси ум твой к Богу», «молитвами твоими от бури и града нас сохраняяй»)
- учительство («нищеты духовныя учителю», «богословия истиннаго премудрый учителю», «наставниче дел добрых»)
- апологетика («нечестивых ересей обличителю»)
- альтруизм («скорбящих скорое утешение», «немощных укрепление», «человеком помощниче», «вдовиц предстательство и заступление», «сирых питателю и призрение», «посетителю в немощех лежащих»)
- подвижничество («равноангельную чистоту сохранивый», «постом и бдением безстрастия достигнувый», «плоть духу покоривый»)
- избранничество («талант врученный ти умноживый», «благоволением Пресвятыя Троицы осененный»)
- ратный подвиг («ратей иноверных низложение»)
- благородство («благоверных родителей сыне»)
- целительство («хромых целителю»)
- загробное воздаяние («неизреченных благ наследниче», «блаженство райское со святыми унаследовавый», «рая Господня древо прекрасное», «райских селений обитателю», «в небесныя обители преселивыйся»)

Пример 12-ти хайретизмов 1-го икоса из акафиста апостолу Луке:
Радуйся (1), Духом Святым просвещенный на списание Евангелия; 
радуйся (2), Феофилу достопочтенному и всем нам бисер драгий Евангелия Христова обретший. 
Радуйся (3), яко Богом избран был еси, да объявиши тайну спасения; 
радуйся (4), благовестителю Благия Вести. 
 Радуйся (5), яко Христа пришедша грешныя спасти проповедавший; 
радуйся (6), яко един еси от четырех Евангелистов. 
 Радуйся (7), яко Дух Святый и чрез тебе Четвероевангелие в мир излиял еси; 
радуйся (8), в тайны Божии духом воснесыйся. 
Радуйся (9), яко словеса твоя просветиша вселенную; 

радуйся (10), яко мрежею твоего Евангелия многи словесны души уловивый. 
Радуйся (11), изъяснителю Новаго Завета; 
радуйся (12), звездо, в Церкви Небесной сияющая. 
 Радуйся (13), святый Луко, Евангелисте Христов и Апостоле.